# José Francisco de la Ossa
José Francisco de la Ossa Escobar Arce (Ciudad de Panamá, 24 de septiembre de 1856 - 8 de junio de 1936) fue un político, abogado y bombero panameño, siendo líder del Partido Conservador y alcalde del distrito de Panamá desde 1895 hasta 1908. Como alcalde participó activamente en la separación de Panamá de Colombia, el 3 de noviembre de 1903. Fue hermano de Jerónimo de la Ossa, autor de la letra del himno nacional de Panamá y de María de la Ossa de Amador, confeccionadora de la primera bandera de Panamá.

## Biografía
Nació el 24 de septiembre de 1856, de parte de una familia con genealogía que se remonta hasta Antonio Escobar, quien fue su abuelo materno y uno de los signatarios del Acta de Independencia de Panamá en noviembre de 1821. Sus padres fueron el doctor José Francisco de la Ossa, magistrado de la Corte Superior en 1856, 1865 y 1873, y Manuela Escobar.
Realizó estudios primarios y secundarios en la capital panameña, luego estudió en Europa y al volver se desempeñó por varios años hasta 1881 como jefe de resguardo y alcaide de la aduana de Limón. El 31 de agosto de 1879 contrajo matrimonio con Luisa Mata Arosemena. Posteriormente, trabajó como jefe de sección en el proyecto de Canal Interocéanico Francés dirigido por Ferdinand de Lesseps.
Desde 1892 fue miembro del concejo municipal de Panamá y presidente de ésta por dos veces hasta 1895. También en 1892 fue integrante de la junta de salud pública del departamento de Panamá, creado para controlar la epidemia de cólera que azotaba la región. Además, en ese mismo año se unió al cuerpo de bomberos de Panamá como ayudante general y en mayo de 1903 le tocó reorganizar la institución.

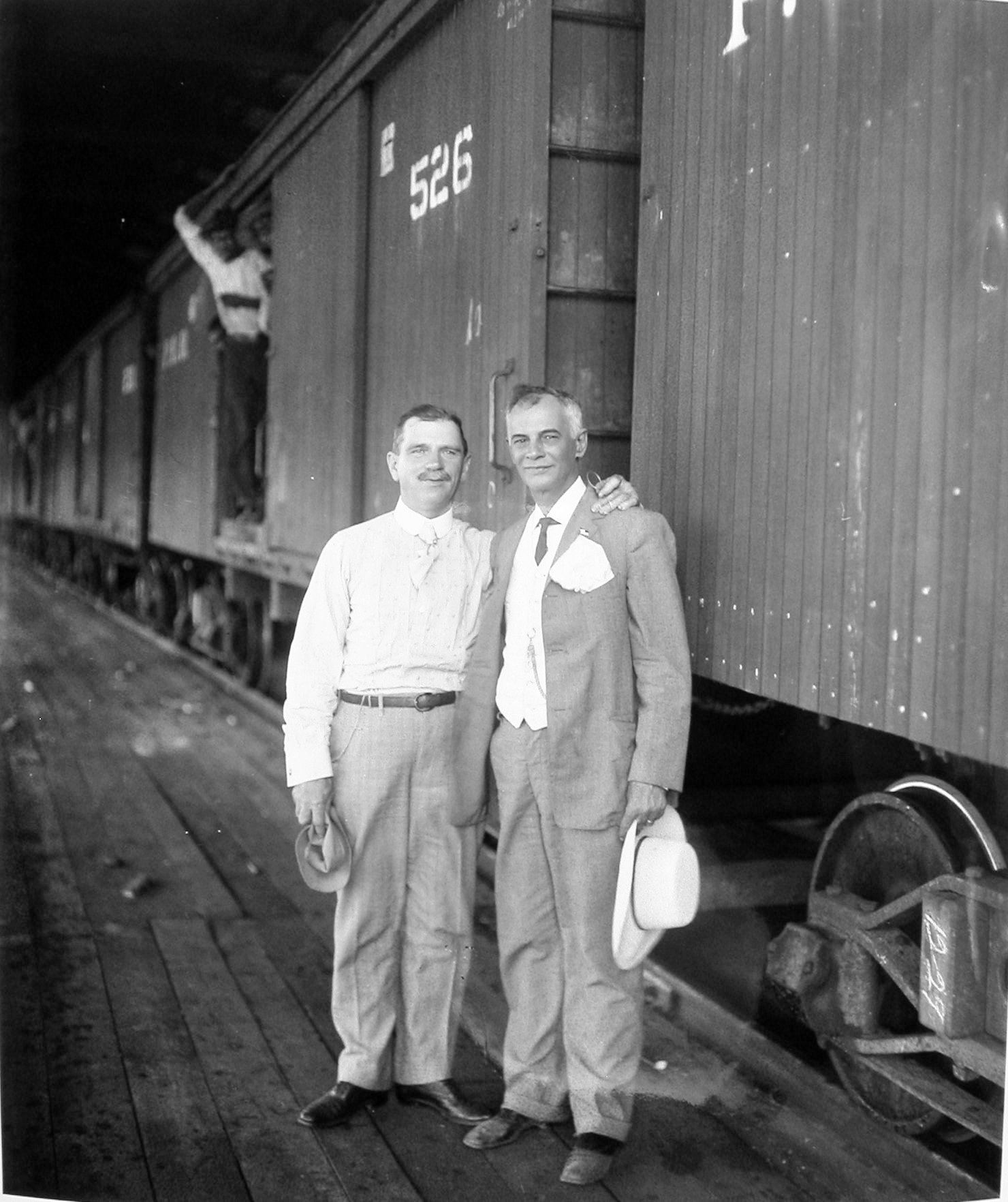
José Francisco de la Ossa (derecha), junto con John Frank Stevens, ingeniero jefe del canal de Panamá (1906).

Desde abril de 1895 hasta finales de 1908 fue alcalde del distrito de Panamá. Durante los hechos que precedieron a la separación del istmo de Panamá de Colombia en 1903, llegó a saber de parte de su equipo de espías de la conspiración unos ocho días antes de la fecha e incluso iba a ejercer su cargo como alcalde para detener a los autores, pero por intervención de su hermana María de la Ossa de Amador (quien era la esposa de Manuel Amador Guerrero, líder de la conspiración) fue disuadido, pretendió ignorar lo que pasaba y confundir a sus superiores con información imprecisa. La situación llegó a ser más tensa el 3 de noviembre, pero por conducto de Amador Guerrero y por el general Esteban Huertas, facilitó a De la Ossa en colaborar con el acto separatista y fue el encargado de izar en la municipalidad de Panamá, la primera bandera de la nueva república, confeccionada por su hermana María, al amanecer del 4 de noviembre.
Posteriormente, fue juez municipal desde 1909 hasta 1920 y luego Juez Superior de la República desde agosto de 1920 hasta su muerte, el 7 de junio de 1936. Fue el último en ocupar dicho cargo.
Adicionalmente ocupó otros cargos: miembro del concejo electoral de Panamá en 1888, diputado de la Asamblea Departamental de Panamá (representando a la provincia de Panamá) en 1892, primer suplente del prefecto de la provincia de Colón en 1895, prefecto de la provincia de Coclé en 1895 (luego renunció), adjunto ayudante de campo de la Comandancia General Militar de Panamá en 1895, primer suplente como representante del Congreso de Colombia en 1896 (representando a Panamá), presidente de la Sociedad Cooperativa de Panamá en 1906 y socio honorario de la Asociación Nacional de Periodistas de Panamá en 1928.
Como periodista fue redactor de los periódicos «El Sufragio» y «La Voz Católica», y colaborador ocasional de «El Cronista».
De la Ossa tuvo una postura política conservadora, fue adepto del presidente colombiano José Manuel Marroquín y fue un miembro importante del Partido Conservador panameño, siendo director del partido en 1915. Mantuvo un perfil antiinmigración, sobre todo contra la inmigración china en Panamá, y fue vicepresidente de la llamada «Sociedad Anti-China», creada el 5 de agosto de 1890.